# Шнакенбек
Шнакенбек (нім. Schnakenbek) — громада в Німеччині, розташована в землі Шлезвіг-Гольштейн. Входить до складу району Герцогство Лауенбург. Складова частина об'єднання громад Лютау.
Площа — 13,02 км2. Населення становить 874 ос. (станом на 31 грудня 2020).